# 1945年ハリー・S・トルーマン大統領就任式
1945年ハリー・S・トルーマン大統領就任式（せんきゅうひゃくよんじゅうごねんハリー・S・トルーマンだいとうりょうしゅうにんしき）は、1945年4月12日に行われたハリー・S・トルーマンの第33代アメリカ合衆国大統領就任宣誓を執り行った式典である。

## 解説
第32代アメリカ合衆国大統領・フランクリン・D・ルーズベルトが急死したことを受け、副大統領であったトルーマンが第33代大統領に昇格することになり、その就任式がワシントンD.C.のホワイトハウス内の閣議室で行われた。これは史上7度目となる臨時の就任式であり、トルーマン政権の1期目（3年283日）の始まりであった。
トルーマンは上院を閉会し、サム・レイバーン下院議長と酒を飲もうとしていたところをホワイトハウスに呼び出された。到着した彼は大統領夫人のエレノア・ルーズベルトに出迎えられ、ルーズベルトの急死を伝えられた。動揺しつつもトルーマンはルーズベルト夫人に「何かお役に立てることはございませんか?」と尋ねたが、逆に彼女から「私たちがあなたのために出来ることはありますか? 今問題を抱えているのは貴方の方です」と言われた。
就任宣誓は最高裁判所長官のハーラン・F・ストーンにより執り行われた。
ストーンがトルーマンのミドルネームが母親の旧姓の「シップ」であるという誤情報に基づいて「私、ハリー・シップ・トルーマンは...」と言って宣誓を始めると、トルーマンは「私、ハリー・S・トルーマンは...」と言い直して続けた。
この就任式の立会人にはトルーマンの妻のベス・トルーマン、娘のマーガレット・トルーマン、ルーズベルト夫人、レイバーン下院議長、閣僚の面々が含まれた。これは1月20日に行われたルーズベルトの4回目の就任式に続く1945年で2度目の就任式であった。
1901年の就任式はセオドア・ルーズベルトが写真家たちを追い出し、またカルビン・クーリッジの1923年の就任式は深夜で照明設備が乏しい中で行われたため、今回が史上始めて写真に収められた臨時の就任式となった。